# ناحیه موریس، شهرستان گراندی، ایلینوی
ناحیه موریس (به انگلیسی: Morris Township) یک منطقهٔ مسکونی در ایالات متحده آمریکا است که در شهرستان گراندی، ایلینوی واقع شده‌است. ناحیه موریس ۱۵۸ متر بالاتر از سطح دریا واقع شده‌است.